# Телевидение в Колумбии
Телевидение в Колумбии (исп. Televisión de Colombia) — средство массовой информации Колумбии.
Телевидение в Колумбии исторически характеризовалось высоким уровнем потребления населением страны, занимая важное место в жизни граждан. В настоящее время по подсчетам, более 95% домохозяйств имеют хотя бы один телевизор, и более 70% колумбийцев смотрят передачи хотя бы один час в день.
До 1998 года это была государственная монополия (хотя с 1966 по 1971 год существовал местный частный канал, известный как «Teletigre»). В Колумбии существуют две частные телекомпании и три государственных телеканала с национальным покрытием, а также шесть региональных телеканалов и десятки местных телеканалов. В соответствии с уставами каждого колумбийского департамента в стране действуют многочисленные компании кабельного телевидения. Эти кабельные компании также развивают свои собственные каналы в дополнение ко множеству международных каналов. Телевидение в Колумбии всегда полагалось на технологические достижения развитых стран, импортирующих почти все оборудование.

## История
Первое телевидение в Колумбии было открыто 13 июня 1954 года во время правления генерала Густаво Рохаса Пинилья, который был впечатлён новым изобретением во время визита в нацистскую Германию в качестве военного атташе. Рохас Пинилья импортировал оборудование Siemens и DuMont и нанял кубинских и немецких техников, чтобы они создали телестанцию как раз к празднованию первого года пребывания Рохаса у власти. 1 мая 1954 года была сделана пробная трансляция, охватывавшая Боготу и Манисалес.

### Ранние годы
Первоначально телевидение в Колумбии было государственным, с акцентом на образование и культурные темы, пока в 1955 году правительство не разработало систему концессий, в которой государство отвечало за телевизионную инфраструктуру и предоставляло места для программ на каналах частным компаниям, известным как programadoras (буквально «программист»). Эти компании подавали заявку на временные интервалы на национальном канале для показа своих программ. Первой из этих компаний была основана «Producciones PUNCH», за которой вскоре последовала «RTI Colombia».
В 1963 году была создана общественная телекомпания «Inravisión» (Instituto Nacional de Radio y Televisión). До этого им управляла «Televisora Nacional», часть «Radiodifusora Nacional de Colombia». В 1966 году правительство попыталось приватизировать сектор, открыв торги на получение частной лицензии в Боготе. На лицензию претендовали Caracol, RTI и Punch, но победителем стала медиа-предприниматель Консуэло Сальгар де Монтехо и ее «Teletigre». «Teletigre» имела огромный успех. Сальгар де Монтехо заключила союз с «ABC», что помогло ей показать местным зрителям многие американские шоу, переведенные на испанский язык. Ее программы были настолько хороши, что затмили государственный канал, захватив большую часть аудитории. Это вызвало зависть среди многих местных бизнесменов, которым угрожала новая бизнес-леди в тоталитарном мужском шовинистическом обществе. Правительство признало силу СМИ и поэтому не продлило лицензию на вещание «Teletigre». «Teletigre» вернулось в руки государства и стало «Tele 9 Corazón», а в 1972 году — «Segunda Cadena» с национальным покрытием. Сальгар де Монтехо неоднократно пыталась вернуться к телевещанию, но контролируемая государством телевизионная монополия всячески препятствовало ей в этом деле.

### Цветная трансляция
11 декабря 1979 года в Колумбии, благодаря усилиям тогдашнего министра связи Хосе Мануэля Ариас Карризосы началось регулярное цветное телевещание с использованием стандарта NTSC. Цветное телевидение было представлено уже в октябре 1973 года, когда programadora Cenpro Televisión вела цветную трансляцию во время образовательного семинара с использованием оборудования японского производства. Открытие и первый матч чемпионата мира по футболу 1974 года транслировались в прямом эфире в цвете, но в цвете их можно было увидеть только на больших экранах в Боготе и Кали.
В 1970-х и 1980-х годах национальная телевизионная система Колумбии имела три национальные сети: «Cadena Uno», «Cadena Dos» и «Cadena Tres». Первые два работали по системе концессий, в то время как «Cadena Tres» (позже переименованная в «Señal Colombia») оставалась под полным контролем правительства и была сосредоточена на культурных и образовательных программах.
В 1984 году была создана первая в стране региональная сеть «Teleantioquia», подписавшая договор в следующем году. Другие региональные сети, такие как «Telecaribe» и «Telepacífico», были созданы тогдашним министром связи Ноэми Санин. В 1990-х к ним присоединились «Teveandina», «Telecafé» и «Teleislas». В 1987 году после проведения торгов в 1985 году в стране было введено кабельное телевидение. Компания TV Cable начала свою деятельность в конце декабря 1987 года.
Заявка 1991 г. (на период 1992—1997 гг.) привела к повышению конкурентоспособности в качестве первого шага к приватизации. «Cadena Dos» стала «Canal A», а программные компании, которых на тот момент насчитывалось 24, получили места на одном канале, чтобы соревноваться друг с другом за рейтинги. В январе 1998 года «Cadena Uno» была переименована в «Canal Uno».
Конституция Колумбии 1991 года и закон 1995 года создали Национальную комиссию по телевидению (CNTV), автономное учреждение, отвечающее за политику общественного телевидения и регулирование телевизионного контента. Комиссия начала работать в 1995 году. Решение суда вынудило «Inravisión» запретить сцены сексуального и насильственного характера в "детское время". Programadoras теперь должны были указывать, подходит ли программа для просмотра несовершеннолетним. Кроме того, programadoras должны были предоставить свои материалы в «Inravisión» за 72 часа, чтобы определить их пригодность; телевидение было классифицировано по двум типам franjas (блоков), включая franja infantil ("детский блок") и franja familiar ("семейный блок") (которые определяли рейтинг контента программ, которые будут транслироваться в этом блоке), а также рейтинги прибыльности и ценности временных интервалов в диапазоне от AAA (prime время) до D (ночные часы).
В 1997 году правительство через CNTV раздало лицензии на создание частных телевизионных сетей. Эти лицензии были предоставлены компаниям «Cadena radial colombiana» (Caracol TV) и «Radio Cadena Nacional» (RCN TV), которые начинали как радиосети и находились в руках основных экономических групп Колумбии. Обе частные станции начали функционировать как телевизионные сети 10 июля 1998 года.
Спад экономики Колумбии в конце 1990-х ослабил государственные сети и программы. Но компаниям, производившим шоу для сетей, также пришлось столкнуться с новым ландшафтом колумбийского телевидения, поскольку теперь доминировали Caracol и RCN. Рейтинги неуклонно падали, поскольку programadoras стали просто производственными компаниями для Caracol или RCN или полностью исчезли. Такие известные на колумбийском телевидении имена, как PUNCH, Cenpro, Producciones JES (названная в честь его основателя Хулио Э. Санчеса Венегаса), знаменитый Noticiero 24 Horas и TeVecine, покинули общественные каналы. Другим потребовалось финансовое вмешательство, чтобы остаться на плаву. Programadoras продолжали работать независимо и никогда не сотрудничали друг с другом с целью создания более качественных программ против недавно организованных частных сетей.
К 2003 году «Canal A» был почти полностью заполнен культурными и образовательными программами, разработанными правительственной programadora (Audiovisuales). В 2003 году единственная продюсерская компания, оставшаяся на «Canal A», была переведена на Canal Uno, что оставило там четыре programadora, получившие равную долю программных слотов канала. «Canal A» затем был преобразован в «Canal Institucional» и перешел под полный контроль правительства. Позже, в 2004 году, Inravisión будет ликвидирована, и будет создано «Radio Televisión Nacional de Colombia».
В 2009 году правительство Колумбии должно было выдать лицензию на третью национальную частную телевизионную сеть. Испанские группы PRISA и Planeta, а также венесуэльский магнат Густаво Сиснерос, каждая из которых была в союзе с колумбийскими акционерами, претендовали на получение лицензии.
По состоянию на июль 2020 года в Колумбии все еще не было третьего частного канала.

## Цифровое телевидение

### Спутниковое и кабельное ТВ
Телевизоры с поддержкой HDTV (DVB-C) доступны в Колумбии с 2003 года. Десять лет спустя кабельные компании начали транслировать HD-контент своим абонентам. Спутниковое телевидение, как и DirecTV Colombia, предлагает каналы HD.

### Наземное ТВ
Государственный канал «Señal Colombia» впервые провел испытания цифрового наземного телевещания в 2006 году на северо-западе Боготы и в центре Картахены. Передачи производились в трех форматах DTV (ATSC, DVB-T и ISDB-T). Также рассматривался китайский стандарт DMB-T / H, но он не был протестирован.
28 августа 2008 г. Колумбия приняла европейский стандарт цифрового наземного телевидения DVB-T с использованием MPEG4 H.264 и шириной полосы канала 6 МГц.
28 декабря 2010 г. Caracol TV и RCN TV официально начали цифровое вещание для Боготы, Медельина и окрестностей на каналах 14 и 15 UHF с использованием DVB-T h264. Señal Colombia и Canal Institucional начали тестовое цифровое вещание в начале 2010 года.
9 января 2012 года Колумбия приняла последний европейский стандарт цифрового наземного телевидения DVB-T2 с использованием полосы пропускания канала 6 МГц. Отказ от своего раннее принятого решения использовать DVB-T означало, что многие ранние последователи остались с несовместимыми телевизионными приставками и телевизорами. Передатчики в Боготе и Медельине передавали DVB-T2 и DVB-T параллельно (T2 было запущено 1 августа 2012 г.) в течение трех лет. DVB-T с этих двух мачт был отключен в августе 2015 года. Телевизионные передатчики в Барранкилье и Кали были первыми передатчиками, поддерживающими только T2 (были введены в эксплуатацию в мае 2012 года). Как и в случае с Барранкильей и Кали, все остальные мачты будут только DVB-T2.
По состоянию на июнь 2020 года насчитывалось около 40 государственных мачт DVB-T2 (RTVC) и около 150 частных мачт DVB-T2 (CCNP: 149, Citytv: 1). Планируется, что DTH-Social (Direct To Home), спутниковая система Ku, использующая DVB-S2, обеспечит 100 % географическое покрытие. По состоянию на июль 2020 года он еще не был доступен.